# مارتن جاي
مارتن جاي (بالإنجليزية: Martin Jay)‏ هو مؤرخ وكاتب ومؤلف وفيلسوف أمريكي، ولد في 4 مايو 1944 في نيويورك في الولايات المتحدة.